# 动机增强疗法
动机增强疗法（Motivational Enhancement Therapy，MET）是一种罗杰斯人本主义下的心理治疗技术。这种技术以患者为中心，治疗师通过指导探索和解决矛盾情绪，运用各种策略来促进动力和自我改变。 MET包含一个初始会谈，在此期间探索目标并提出激励性陈述，隨後以2至4个会谈实现这些目标。
动机增强疗法是针对各种药物滥用疾病的一种行为疗法，其中涉及多种促进动机和自我指导的改变的策略。在一项MET结合氯胺酮治疗酒精使用障碍(AUD)的研究中中，提供了一个标准的5周MET，并在输如氯胺酮后再增加一个疗程（共6个疗程）。较短的MET适于评估单次输注的功效，同时仍为参与者提供有效的治疗方法，发现单次氯胺酮输注可改善从事动机增强疗法的酒精依赖者的饮酒措施。
MT可以分为两个阶段：第一阶段集中于增加变革动力，第二阶段集中于巩固承诺。以同理心和支持性的方式进行变革讨论的最终结果是加强来访者对变革的承诺。口头表达会导致行为改变的可能性增加，特别是当它与特定的实施计划结合时。